# Горња Рајна
Горња Рајна (фр. Haut-Rhin) департман је у истоку Француској. Припада региону Алзас, а главни град департмана (префектура) је Колмар. Департман Горња Рајна је означен редним бројем 68. Његова површина износи 3.525 км². По подацима из 2010. године у департману Горња Рајна је живело 749.782 становника, а густина насељености је износила 213 становника по км².
Овај департман је административно подељен на:
- 6 округа
- 31 кантона и
- 377 општина.

## Демографија
| 2011.   |
| ------- |
| 753.056 |